# Josh und Jonas Pate
Josh und Jonas Pate (* 15. Januar 1970 in Raeford, North Carolina) sind US-amerikanische Drehbuchautoren, Filmregisseure und Filmproduzenten. Internationale Bekanntheit erlangten sie durch die Schaffung der Netflix-Serie Outer Banks.

## Leben
Die Pates sind eineiige Zwillinge und arbeiten in der Regel gemeinsam. Sie haben die Miniserie Surface – Unheimliche Tiefe kreiert, produziert und bei der Pilotfolge zusammen Regie geführt.
Davor zeichneten sie als Autoren der Spielfilme Die Gruft in den Sümpfen (1996) und Scharfe Täuschung (1997) verantwortlich. Jonas Pate, der aktivere von beiden, führte zudem Regie bei einer Episode von Battlestar Galactica und inszenierte den 2009 veröffentlichten Shrink – Nur nicht die Nerven verlieren.
Beide sind ledig.